# Nanatsuboshi (groupe)
Nanatsuboshi (七つ星) est un groupe féminin de J-pop, créé fin 1990 le temps d'un single et d'un album de noël, composé de sept idoles japonaises, réunion temporaire des deux trio Rakutenshi et Lip's et de la soliste Rumi Shishido.

## Membres
- Rumi Shishido (宍戸留美, née le 6 novembre 1973)
- Shinobu Nakayama (中山忍, née le 18 janvier 1973, Rakutenshi)
- Junko Kawada (河田純子, née le 22 novembre 1974, Rakutenshi)
- Mamiko Tayama (田山真美子, née le 29 mars 1974, Rakutenshi)
- Takako Katō (加藤貴子, née le 14 octobre 1970, Lip's)
- Kyouko Yamamoto (山本京子, née le 10 avril 1975, Lip's)
- Natsue Yoshimura (吉村夏枝, née le 19 août 1973, Lip's)

## Discographie
Single
- 1990.11.21 : リボン結びのWAKU WAKU

Album
- 1990.12.01 : 聖夜七つ星